# Annas en Kajafas
Annas en Kajafas, in de kunsthistorische literatuur voor 2005 ook  Koppen van twee priesters of Twee mannen met mijters genoemd, is een fragment van een paneel, afkomstig uit de omgeving van de Meester van de Levensbron.

## Voorstelling
Het stelt de twee Joodse hogepriesters Annas en Kajafas voor uit het Nieuwe Testament die samen achter een muuropening staan. Vergelijkbare afbeeldingen komen ook voor op voorstellingen van de presentatie van Jezus in de tempel.

## Toeschrijving
Het werd aanvankelijk beschouwd als een werk uit de Rijnlandse school. Volgens Jheronimus Bosch-kenner Charles de Tolnay zijn de figuren geschilderd in de stijl van vroege panelen van Jheronimus Bosch, en is het werk nauw verwant met De bruiloft van Kana, dat echter alleen van kopieën bekend is. Omdat het paneel in een zeer slechte staat verkeert, voegt hij eraan toe, is het niet mogelijk het met zekerheid aan Bosch toe te schrijven.
Onderzoek uit mei 2005 aan de Universiteit van Amsterdam wees uit dat het hier gaat om een fragment uit een zogenaamde Gregoriusmis. Een voorstelling die in de late middeleeuwen veel populariteit genoot. Vergelijk van dit fragment met een Gregoriusmis in de collectie van het Catharijneconvent in Utrecht wees uit dat het ontstaan moet zijn in de omgeving van de Meester van de Levensbron. Aangezien deze meester hoogstwaarschijnlijk werkzaam was in de noordelijke Nederlanden is een connectie met het werk van Jheronimus Bosch zeer onwaarschijnlijk.

## Herkomst
Het werk werd in 1847 nagelaten aan het Museum Boijmans Van Beuningen door Frans Jacob Otto Boijmans.

## Tentoonstellingen
Annas en Kajafas maakte deel uit van de volgende tentoonstellingen:
- Jheronimus Bosch, Noordbrabants Museum, 's-Hertogenbosch, 17 september-15 november 1967, cat.nr. 16, p. 90, met afbeelding in zwart-wit (als onder voorbehoud toegeschreven aan Jheronimus Bosch).